# 双方向クイズ にっぽん力
『双方向クイズ にっぽん力』（そうほうこうクイズ にっぽんりょく）は、NHKデジタル衛星ハイビジョンと衛星第2テレビジョンで2007年から2010年3月まで放送された双方向対応クイズ番組である。
キャッチフレーズは「あなたの日本が、問題です!」。

## 概要
各地でブームとなっている「ご当地検定」のいわばテレビ版で日本各地の歴史や伝統などに関するクイズを出題、成績から個々の「にっぽん力」を測り、日本の魅力を再発見しようというもので、2007年に放送開始された。
2007年3月24日の20:00〜22:00に開始特番として『にっぽん力検定』が放送され（事実上の第1回放送）、同年4月21日よりレギュラー版が放送される。レギュラー版の放送時間は4・5月が毎月第3土曜日の21:00〜22:30、6月～9月は毎月最終金曜日の20:00〜21:30に放送された。
2007年12月にタイトルを『双方向クイズ にっぽん力』に改め、新シリーズを放送開始。主として月1回放送だったが、8月や12月など編成の都合や曜日配列によっては、その月の放送が休みとなる場合もあった。

## 出演者

### 司会
- 地井武男
- 神田愛花（NHKアナウンサー）【2007年～2009年3月】
- 江崎史恵（NHKアナウンサー）【2009年4月25日～最終回】

### 問題監修委員
- 日比野克彦（アーティスト）
- 嵐山光三郎（編集者）
- 幸田真音（作家）

## 番組内容

### ルール
番組は冒頭の練習問題（成績には関係なし）に続き、5つのジャンルごとに5問（開始特番では8問）のクイズが出題される。いずれのジャンルも、得点は1問あたり4点（開始特番では前半4問が2点、後半4問が3点）の計100点満点。解答時間は1問当たり10秒で、ボタンの押し直しは不可。

### ○月力
放送される季節にちなんだ問題。

### 観察力
普段何気なく接して事象に関する問題。

### 古力（いにしえりょく）
日本の歴史や伝統に関する問題。最後の問題はスタジオで解答発表をし、専門家による解説がある。

### 現代力
最近のニュースに関する問題。

### 遊び力
スポーツや文化・芸能、トレンドに関する問題。

### わたしのまわりのにっぽん
視聴者から寄せられた、身の回りの何気ない風景を写した写真を紹介する。選者は写真家の梅佳代。

### 記念品
成績優秀者には特製マフラータオルが、また参加者全員の中から抽選で30名に特製手ぬぐいがプレゼントされる。
また「デジタル出演者」（抽選で選ばれた視聴者16名の成績がスタジオでリアルタイムに発表される）には特製Tシャツが、「わたしのまわりのにっぽん」採用者には特製マウスパッドがプレゼントされる。

### 昇進制度・BSテレビポイント
4月以降の放送ではクイズの得点10点ごとに星が1つもらえ星の数によって新人から見習い、師範代、師範、名人にまで昇進していく制度があり、ランクに応じて携帯待ち受け画像がもらえる。
またクイズの得点は『人間力アップ 達人に学ぶ』と共通のポイントサービス「BSテレビポイント」として累積することができ、得点に応じて前述の記念品と交換できる。なお「BSテレビポイント」はNHKのBS放送会員サービス「BSファン倶楽部」のポイントに移して、他のプレゼントをもらったり抽選に参加することもできる（ただしBSテレビポイントは、受信機がLAN回線に対応していないとサービス自体が使えない）。

### その他
開始特番ではデータ放送の不具合により一部の参加者の成績が正しく表示されなかったり、全国ランキングが発表できないトラブルがあった。また「BSテレビポイント」への累積も行うことが出来なかった。

## 参加方法
リモコンと携帯電話に対応。携帯電話の場合、B-CASカード番号は登録する必要はないのでBS2、アナログのハイビジョン、ケーブルテレビのデジアナ変換での視聴者は携帯電話を持っていれば参加できる。またリモコンからの参加の場合、電話回線の他、LAN回線にも対応している。
双方向通信については電話回線の場合はKDDIを使用し、送信ごとに10円課金される（一部ケーブルテレビ局からは通信が出来ない場合がある）。LAN回線の場合はADSLまたはFTTHなどの常時接続回線経由でインターネットを利用するため、通信料金はかからない。

## 関連番組
- NHKワンセグ2にて2009年4月より12時20分～12時25分と24時～24時5分に『クイズdeチャージ! にっぽん力mini』と題して、過去に放送された問題から再構成して視聴者に挑戦してもらうクイズを放送する。1問正解につき10点、1ヶ月中に10問正解するとBS同様に携帯待ち受け画像がもらえたり全国ランキングの順位が発表される。なお、本編放送直前の番組では、その月のテーマに沿った問題が出題される場合がある。なお、本番組終了後も12時45分～12時50分と24時55分～25時に放送枠を移して『にっぽん力mini』の放送は継続される。